# Change your mind/Spirit Train
Change your mind / Spirit Train è il settimo singolo su 7" de I Jaguars pubblicato nel 1966 dalla CDB. Il brano del lato B Spirit Train è la cover in lingua inglese di Russian Spy and I, un brano della band olsandese The Hunters composto dal loro chitarrista Jan Akkerman. I Jaguar ne avevano fatta anche una versione in italiano dal titolo Il treno della morte.

## Tracce
Lato A
1. Change your mind

Lato B
1. Spirit Train